# Benzidin
A benzidin szerves vegyület, a bifenil diaminja. Színtelen vagy vöröses, kristályos anyag. Levegőn sötétre színeződik.

## Előállítás
Hidrazobenzolból állítják elő kénsavval:
Iparilag nitrobenzolból vagy azobenzolból(en) nyerik.

## Felhasználás
Legnagyobb mennyiségben festékgyártásra használják (pl. kongóvörös(en)).
Kisebb mennyiségben a gumigyártás és a műanyaggyártás területén is alkalmazzák.
A bűnügyi helyszínelésnél vérnyomok kimutatására használják. A vérfesték (hemoglobin) pszeudoperoxidáz aktivitású, melynek hatására a benzidin hidrogén-peroxid jelenlétében (hidrogénvesztéssel) egy kék színű vegyületté oxidálódik.
Használják számos szervetlen és szerves anyag kimutatására is laboratóriumi reagensként.
Alkalmazzák továbbá az orvosi gyakorlatban a vizeletben és a székletben levő vérnyomok kimutatására, illetve a kórszövettani diagnosztikában.

## Biológiai vonatkozása
Bizonyítottan karcinogén hatású.
Belélegezve, lenyelve vagy bőrön át felszívódva egyaránt veszélyes.